# 152067 Deboy
152067 Deboy este o planetă minoră (asteroid) din centura de asteroizi. A fost descoperită pe 15 august 2004 la Observatorio de Cerro Tololo⁠(d) de Marc Buie⁠(d). 
Obiectul prezintă o orbită caracterizată de o semiaxă mare de 2,8496335036251 UAi, o excentricitate de 0,11244491777637, o înclinație de 2,3543653064202 ° în raport cu ecliptica.